# Kleine Kiesau

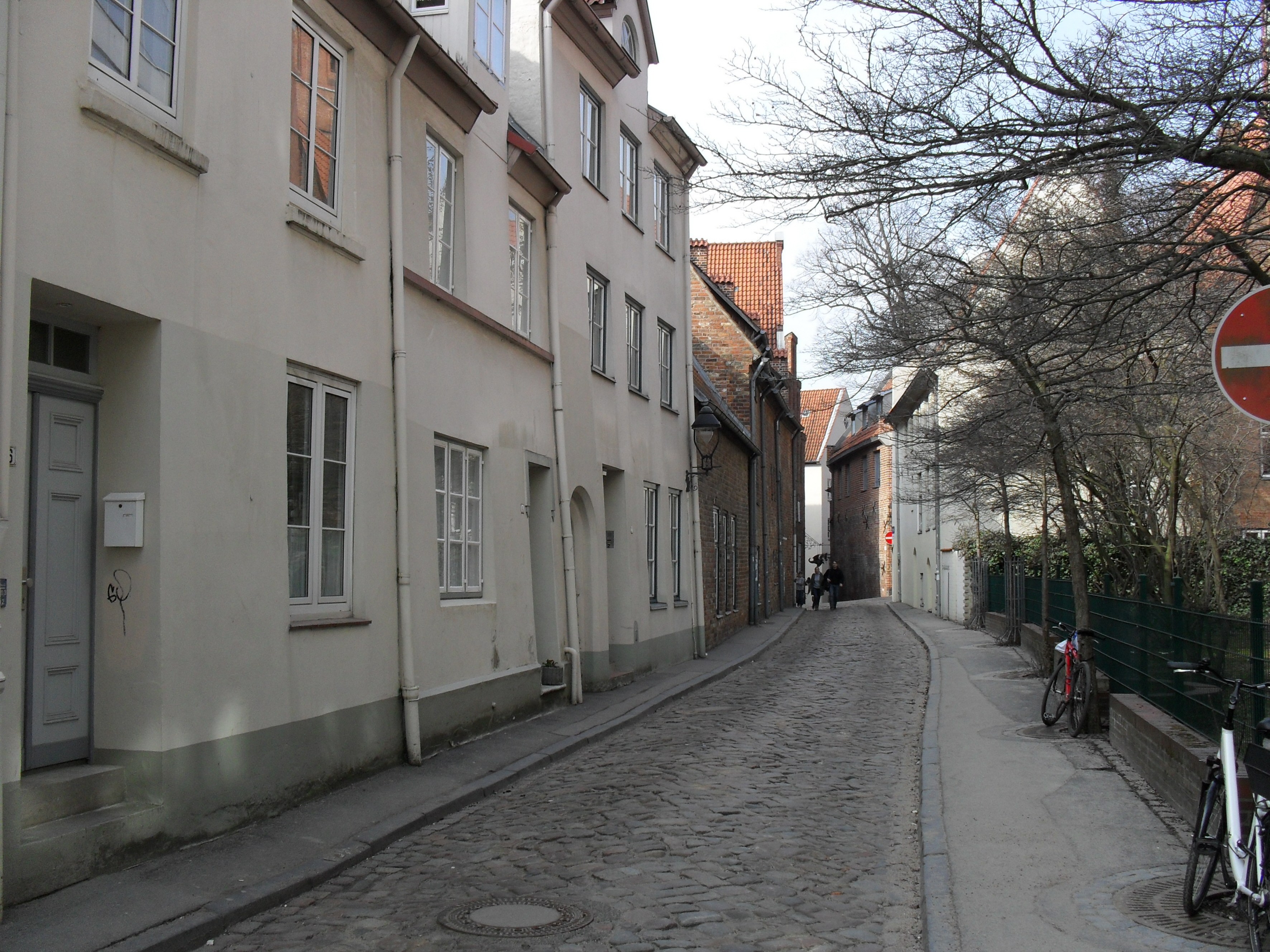
Die Kleine Kiesau

Die Lage der Kleinen Kiesau (rot markiert)

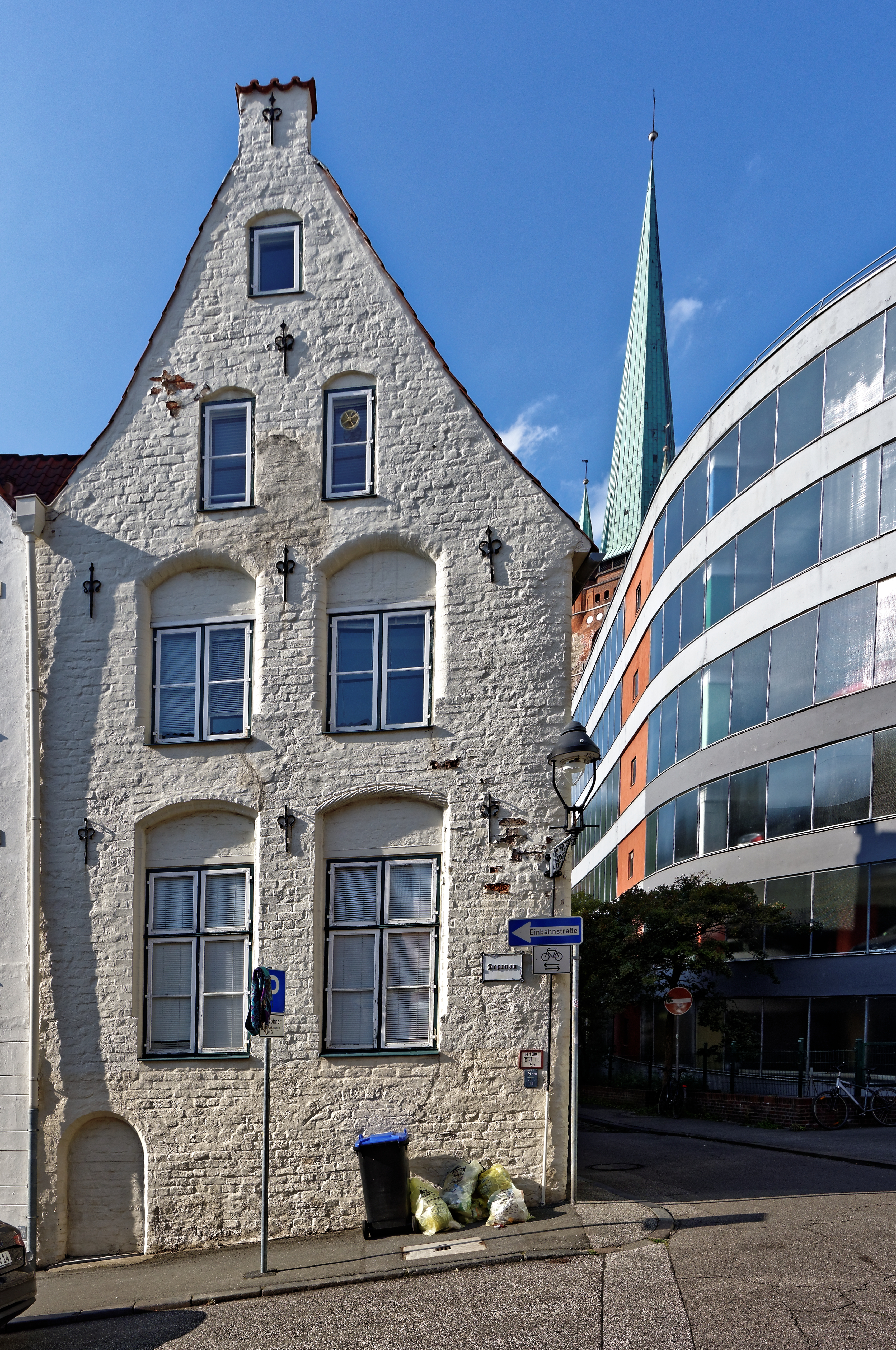
Kleine Kiesau 8 von Depenau aus gesehen

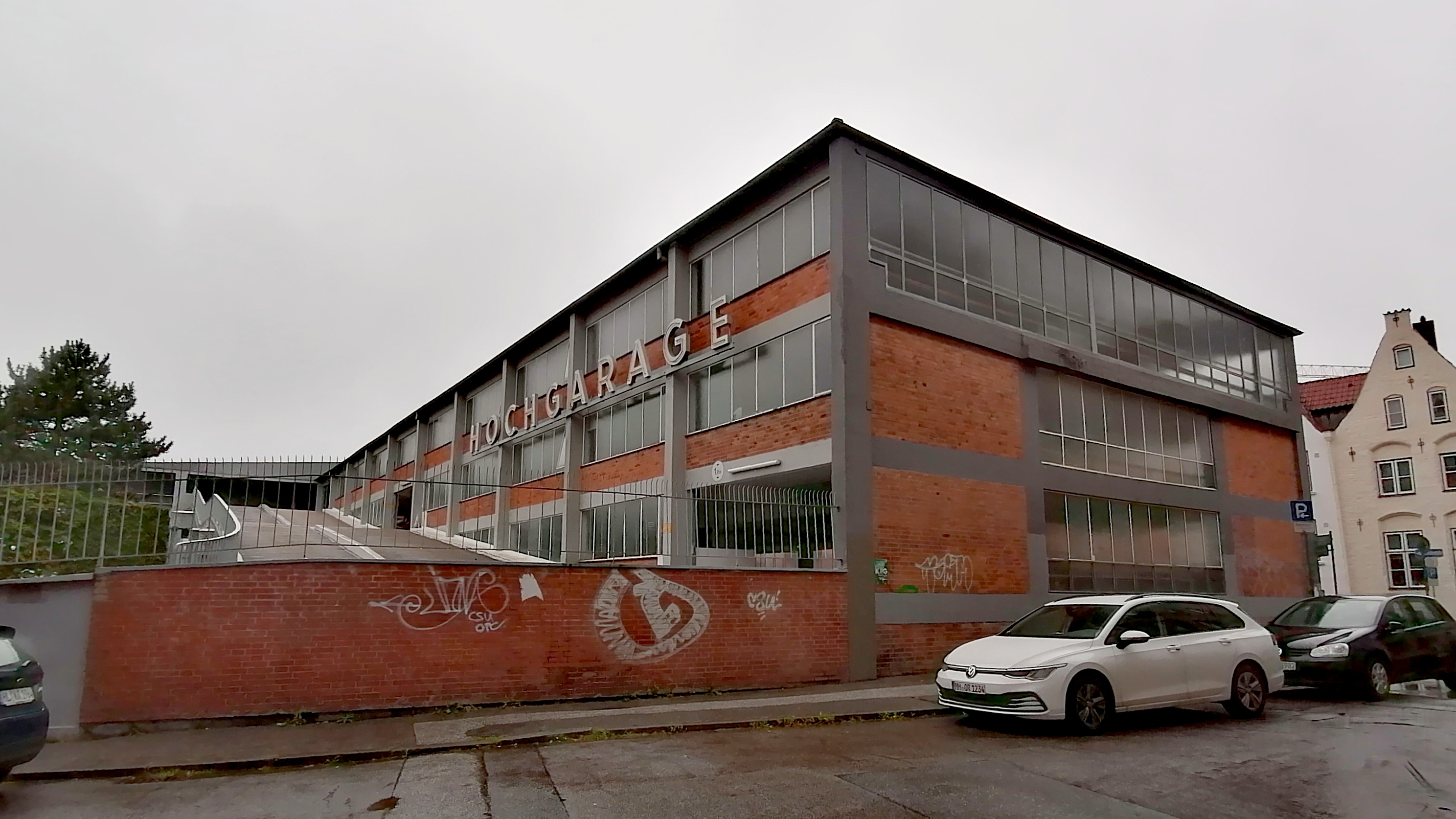
Ursprüngliche Ausfahrt der 1957 eröffneten ersten lübeckischen Hochgarage

Die Kleine Kiesau ist eine Straße der Lübecker Altstadt.

## Lage
Die etwa 150 Meter lange Kleine Kiesau befindet sich im Marien Quartier im südwestlichen Teil der Altstadtinsel. Sie beginnt an der Großen Petersgrube, gegenüber der Einmündung des Kolks und verläuft in einem leichten Bogen südwärts. Etwa auf halbem Wege zweigt die Depenau von Kleine Kiesau nach Westen in Richtung Trave ab; die Straße endet schließlich an ihrer Einmündung in die Marlesgrube.

## Geschichte
Die Kleine Kiesau wird erstmals 1443 als Kysow urkundlich erwähnt. Der Name bedeutet wörtlich kiesige Au und bezog sich auf einen nicht mehr existierenden Bach mit Kiesbett, der vom Klingenberg abwärts zur Trave führte. 1852 wurde als amtlicher Name zunächst Kiesau bei St. Petri festgelegt, zur Unterscheidung von der zu jener Zeit nur als Kiesau bezeichneten Großen Kiesau im Norden der Altstadt. 1884 wurde der heute gültige Name eingeführt.
Die Kleine Kiesau war erheblich vom Luftangriff im März 1942 betroffen. Die historische Bebauung wurde größtenteils vernichtet; nur am Beginn der Straße verblieben einige alte Gebäude. Heute wird die Kleine Kiesau geprägt von den schmucklosen Rückfronten der Zentralbad-Schwimmhalle, zweier Parkhäuser und eines neu errichteten Hotels, die sämtlich nach anderen Straßen ausgerichtet sind.

## Bauwerke
- Kleine Kiesau 8, zwischen 1560 und 1600 errichtetes Renaissance-Giebelhaus

## Gänge und Höfe
Von der Kleinen Kiesau gingen folgende Lübecker Gänge und Höfe ab (nach Hausnummern):
- 10: Wichmanns Gang (abgängig)
- 26: Meineken Gang (abgängig)